# ماشین‌سواری با پسرها
ماشین‌سواری با پسرها (به انگلیسی: Riding in Cars with Boys) فیلمی محصول سال ۲۰۰۱ و به کارگردانی پنی مارشال است. در این فیلم بازیگرانی همچون درو بریمور، استیو زان، بریتانی مورفی، آدام گارسیا، لورین براکو، جیمز وودز، لوگان لرمن، مگی جیلنهال، اسکای مک‌کول بارتوزیاک، رزی پرز، دزموند هرینگتون، سارا گیلبرت، پیتر فاسینلی، دیوید مسکو ایفای نقش کرده‌اند.